# Mauricio Hadad
Pour les articles homonymes, voir Hadad.
Mauricio Hadad, né le 7 décembre 1971 à Cali, est un ancien joueur de tennis professionnel colombien.

## Palmarès

### Titre en simple messieurs
| No | Date       | Nom et lieu du tournoi    | Catégorie    | Dotation  | Surface      | Finaliste    | Score          |  |
| -- | ---------- | ------------------------- | ------------ | --------- | ------------ | ------------ | -------------- |  |
| 1  | 17-04-1995 | XL Bermuda Open, Bermudes | World Series | 303 000 $ | Terre (ext.) | Javier Frana | 7-65, 3-6, 6-4 |  |

### Finale en simple messieurs
| No | Date       | Nom et lieu du tournoi              | Catégorie    | Dotation  | Surface      | Vainqueur       | Score         |  |
| -- | ---------- | ----------------------------------- | ------------ | --------- | ------------ | --------------- | ------------- |  |
| 1  | 12-09-1994 | Tournoi de tennis de Bogota, Bogota | World Series | 288 750 $ | Terre (ext.) | Nicolás Pereira | 6-3, 3-6, 6-4 |  |

### Finale en double messieurs
| No | Date       | Nom et lieu du tournoi            | Catégorie   | Dotation  | Surface      | Vainqueurs                    | Partenaire    | Score          |  |
| -- | ---------- | --------------------------------- | ----------- | --------- | ------------ | ----------------------------- | ------------- | -------------- |  |
| 1  | 06-03-2000 | Cerveza Club Colombia Open Bogota | Int' Series | 350 000 $ | Terre (ext.) | Pablo Albano Lucas Arnold Ker | Joan Balcells | 7-64, 1-6, 6-2 |  |

## Parcours dans les tournois du Grand Chelem

### En simple
| Année | Open d'Australie | Open d'Australie | Internationaux de France | Internationaux de France | Wimbledon       | Wimbledon   | US Open         | US Open    |
| ----- | ---------------- | ---------------- | ------------------------ | ------------------------ | --------------- | ----------- | --------------- | ---------- |
| 1994  | —                | —                | —                        | —                        | 1er tour (1/64) | W. Ferreira | 1er tour (1/64) | R. Gilbert |
| 1995  | —                | —                | —                        | —                        | —               | —           | 3e tour (1/16)  | T. Martin  |
| 1996  | 3e tour (1/16)   | M. Washington    | 1er tour (1/64)          | M. Norman                | —               | —           | 1er tour (1/64) | A. Agassi  |

N.B. : à droite du résultat se trouve le nom de l'ultime adversaire.